# Demetrio Jiménez Sánchez-Mariscal
José Demetrio Jiménez Sánchez-Mariscal OSA (* 8. Oktober 1963 in Los Cerralbos, Provinz Toledo, Spanien; † 23. Oktober 2019 in Buenos Aires) war ein spanischer Ordensgeistlicher und Prälat von Cafayate in Argentinien.

## Leben
Demetrio Jiménez Sánchez-Mariscal besuchte das Kleine Seminar von San Agustín in Valencia. 1980 trat er der Ordensgemeinschaft der Augustiner in Santa María de la Vid in La Vid y Barrios bei. Er studierte von 1981 bis 1987 am Augustinischen Theologischen Studium in Los Negrales bei Madrid, angegliedert an die Päpstliche Universität Comillas. 1986 legte er die Profess ab und  empfing am 23. Juni 1988 im Kloster Santa María de la Vid das Sakrament der Priesterweihe durch den Bischof von Palencia, Nicolás Antonio Castellanos Franco OSA. Von 1987 bis 1989 studierte er Philosophie an der Päpstlichen Universität Heiliger Thomas von Aquin. 1994 schloss er ein Masterstudium in Religionswissenschaften an der Universität Comillas ab. Er war Ökonom im Kloster Santa María de la Vid (1989–1995) Pfarrvikar der Kirche von San Manuel und San Benito in Madrid (1995–1999). 1999 übernahm er verschiedene Ordensfunktionen in Argentinien und Uruguay.
Am 10. Februar 2014 ernannte ihn Papst Franziskus zum Prälaten von Cafayate. Die Bischofsweihe spendete ihm sein Amtsvorgänger Mariano Moreno García OSA am 10. Mai desselben Jahres. Mitkonsekratoren waren der emeritierte Erzbischof von Paraná, Estanislao Esteban Kardinal Karlic, und der Erzbischof von Salta, Mario Antonio Cargnello.
Er starb ein Jahr, nachdem bei ihm eine Krebserkrankung diagnostiziert worden war.